# FKサラエヴォ・スルプスコ・サラエヴォ
FKサラエヴォ・スルプスコ・サラエヴォ（FK Sarajevo Srpsko Sarajevo）は、ボスニア・ヘルツェゴビナのスルプスカ共和国スルプスコ・サラエヴォ（イストチノ・サラエヴォ）をホームタウンとしたサッカークラブである。FKサラエヴォ・パレ（FK Sarajevo Pale）と呼ばれた時期もあった。

## 歴史
プルヴァ・リーガRS初年度の1995-96シーズンに東地域で3位の成績を残した。
1996-97シーズンは1997年6月14日にバニャ・ルカのグラドスキ・スタディオンで行われたクプ・レプブリケ・スルプスケ決勝に進出してスロガ・トルンと対戦したが、0-1で敗れて準優勝に終わった。同シーズンはプルヴァ・リーガRS・東地域で6位、1リーグ制に変更された1997-98シーズンは9位の成績を残した。
1998-99シーズンは18チーム中最下位に終わり、17位のオムラディナツ・バニャ・ルカと共にドルガ・リーガRS降格が決定、サラエヴォ・スルプスコ・サラエヴォは解散した。最終第34節のBSKバニャ・ルカ戦ではゴラン・ミシュコヴィッチにプルヴァ・リーガRSの歴史で初となった1試合5得点を記録され、チームも0-7で敗れた。